# Ezio Corlaita
Ezio Corlaita (Bolonha, 25 de outubro de 1889 - Bolonha, 20 de setembro de 1967) foi um ciclista italiano que correu entre 1909 e 1921. O seus principais sucessos seriam 3 etapas ao Giro d'Italia e a Milão-Sanremo de 1915.

## Palmarés
- 1911
  - Vencedor de 2 etapas ao Giro d'Italia
- 1913
  - 1.º na Milão-Modena
- 1914
  - 1.º no Giro de Emília
- 1915
  - 1.º na Milão-Sanremo
- 1919
  - Vencedor de uma etapa ao Giro d'Italia

## Resultados ao Giro de Itália
- 1910. 4.º da classificação geral
- 1911. 5.º da classificação geral e vencedor de 2 etapas
- 1911. 7.º da classificação geral e vencedor de uma etapa

## Resultados ao Tour de France
- 1909. Abandona (7.ª etapa)